# خانم سلطان بیگم
خانم سلطان بیگم، (۲۱ نوامبر ۱۵۶۹ – ۱۶۰۳) یک شاهدخت گورکانی و دختر بزرگ امپراتور اکبر کبیر از همسرش سلیمه سلطان بیگم وخواهر امپراتور جهانگیرشاه بود. او به نام شهزادی خانم مشهور بود و در سال ۱۵۹۴ با میرزا مظفر حسین پسر میرزا ابراهیم که آخرین پسر سلطان حسین بایقرا تیموری بود ازدواج کرد.